# Terremoto di Istanbul del 2025
Il terremoto di Istanbul del 2025 è stato un terremoto di magnitudo 6,2 Mw che ha avuto luogo nel Mar di Marmara, a circa 73 km a sud-ovest di Istanbul, il 23 aprile 2025 alle 12:49 ora locale (09:49 UTC). Le province colpite sono state quelle di Istanbul, Tekirdağ, Kırklareli, Kocaeli, Sakarya e Yalova. Il terremoto è stato avvertito in Bulgaria, Grecia e fino in Romania e a Gaziantep nel sud-est della Turchia. Il sisma si è verificato lungo la faglia nord anatolica. In precedenza, un terremoto di magnitudo 5,9 Mw aveva avuto luogo quasi nello stesso punto nel 2019.

## Geologia
Il Mar di Marmara è un bacino a pull-apart formato in corrispondenza di una curva estensionale nella faglia nord anatolica (North Anatolic Fault in Inglese, di seguito "NAF"), la quale è una faglia a scorrimento orizzontale laterale destro. A est del Mar di Marmara la NAF si divide in tre rami principali; mentre il sinuoso ramo meridionale si dirige verso l'interno in direzione sudovest fino a Ayvacik, dove raggiunge il Mar Egeo vicino allo sbocco meridionale dei Dardanelli, gli altri due rami principali (settentrionale e centrale) della NAF, trovandosi sotto il mare di Marmara a circa 100 km di distanza, formano il mar di Marmara, incontrandosi nuovamente sotto l'Egeo settentrionale. All'interno del Mar di Marmara c'è un bacino a pull-apart più piccolo, chiamato North Marmara Fault System ("NMFS"), il quale collega i tre bacini sottomarini (da W a E: di Tekirdağ, Centrale e di Çınarcık) con le faglie di Izmit e di Ganos (entrambe nell'entroterra). Questa zona di estensione locale si manifesta quando il confine trasforme tra la placca anatolica e la placca eurasiatica a ovest di İzmit si sposta verso nord, dalla faglia di Izmit fino alla faglia di Ganos. Vicino a Istanbul il lato nord del pull-apart NMFS coincide con il ramo settentrionale della NAF ed è un singolo segmento di faglia principale con una curva stretta. A ovest, la faglia va in direzione ovest-est ed è di tipo a scorrimento orizzontale puro. A est, la faglia si dirige da nordovest a sudest e mostra evidenza di un movimento in parte normale e in parte a scorrimento orizzontale puro.

## Sisma
Lo United States Geological Survey (USGS) ha segnalato una magnitudo Mw pari a 6,2. L'epicentro è stato registrato nel Mar di Marmara, 21 km a sud-est di Marmara Ereğlisi nella provincia di Tekirdağ, 73 km a sud-ovest di Istanbul. Il terremoto è durato 13 secondi. È stato il terremoto più forte in Turchia dal sisma del 2023, il più forte sulla faglia dell'Anatolia settentrionale dal terremoto di Düzce del 1999 e il più forte nella regione di Marmara dal terremoto di Gölcük del 1999. Il terremoto ha avuto un'intensità massima della scala Mercalli modificata pari a VIII (distruttiva). Secondo il servizio PAGER dell'USGS, circa 41.000 persone sono state esposte a scosse di questa intensità. Altre 638.000 persone sono state esposte a scosse di intensità VII (molto forte), principalmente nella città di Çorlu e nel distretto di Esenyurt di Istanbul; Circa 3,68 milioni di persone hanno avvertito scosse di intensità VI (forte), molte delle quali nelle zone occidentali della provincia di Istanbul, mentre scosse di intensità V (abbastanza forti) sono state registrate nel centro di Istanbul. Sono state registrate scosse di intensità IV (moderata) anche a Bursa, sull'Evros in Grecia e nelle città di Burgas e Yambol in Bulgaria. Inoltre, sono state segnalate scosse anche in zone remote come Gaziantep, Bucarest in Romania e Sofia in Bulgaria. Sino al 25 aprile sono state registrate 260 scosse di assestamento, tra cui due eventi di magnitudo Mw 5.0 rispettivamente alle 13:02 e alle 15:12. Il terremoto ha anche innescato un piccolo tsunami, con altezze massime di 6 cm a Erdek, 4 cm a Esenköy e 3 cm a Silivri.

## Impatto
Almeno 359 persone sono rimaste ferite a causa del panico diffuso, di cui 236 a Istanbul, 40 nella provincia di Sakarya, 28 nella Provincia di Tekirdağ, 23 nella Provincia di Kocaeli, 21 nella provincia di Yalova and 11 nella provincia di Bursa. Almeno 2.928 edifici sono stati danneggiati e alcune reti di telefonia mobile sono state interrotte in alcune parti di Istanbul, con l'80% dei danni verificatisi nella parte europea della città; 539 edifici hanno subito danni a Esenyurt. A Fatih, un edificio abbandonato di tre piani è crollato. Un edificio di quattro piani ha subito danni anche a Silivri, il tetto di un edificio è crollato a Büyükçekmece e un edificio abbandonato di tre piani è crollato parzialmente a Bakırköy. Inoltre, 61 edifici sono stati danneggiati a Tekirdağ, 28 a Kocaeli e Bursa e tre a Yalova.

## Risposta
Almeno 3.597 persone, di cui 1.443 a Istanbul, sono state dispiegate nella regione di Marmara, insieme a 250 veicoli e 18 cani da salvataggio. Il ministro dell'Istruzione Yusuf Tekin ha annunciato la chiusura delle scuole dal 24 al 25 aprile a Istanbul e Tekirdağ. I parchi di Fatih e diverse moschee, tra cui quella di Şehzade, sono stati convertiti in rifugi notturni. Il ministro degli Interni Ali Yerlikaya ha affermato che a causa del terremoto 100.000 persone hanno dormito durante la notte dopo il sisma in rifugi designati allo scopo.